# Wasserfrösche
Als Wasserfrösche, auch Grünfrösche, werden vorwiegend halbaquatisch lebende Vertreter der Familie der Echten Frösche (Ranidae) zusammengefasst. Diese werden inzwischen in einer eigenen Gattung Pelophylax geführt und damit taxonomisch deutlicher von anderen Echten Fröschen der Gattung Rana getrennt, zu der auch die Wasserfrösche lange gezählt wurden. Darüber hinaus wird die Bezeichnung „Wasserfrosch“ gelegentlich als Synonym für den Teichfrosch (Pelophylax „esculentus“) verwendet. Ferner kann sich der Trivialname „Wasserfrosch“ auch auf andere ganzjährig in Gewässernähe lebende Froschlurche beziehen.
Die unter dem Begriff hier verstandenen Frösche der Gattung Pelophylax sind in Europa, Nordafrika und Asien verbreitet. Sie zeichnen sich typischerweise, aber nicht zwingend durch eine grüne Färbung und eine eng an Gewässerufer gebundene Lebensweise aus. Es handelt sich um einen systematisch schwierigen Formenkomplex mit noch nicht abschließend erforschten Verwandtschaftsbeziehungen und diversen Hybridisierungen untereinander. Dabei ist das Phänomen der Entstehung von hybridogenetischen Hybriden, die sich auch unabhängig von ihren beiden Elternarten reproduzieren können, besonders bemerkenswert.

## Merkmale

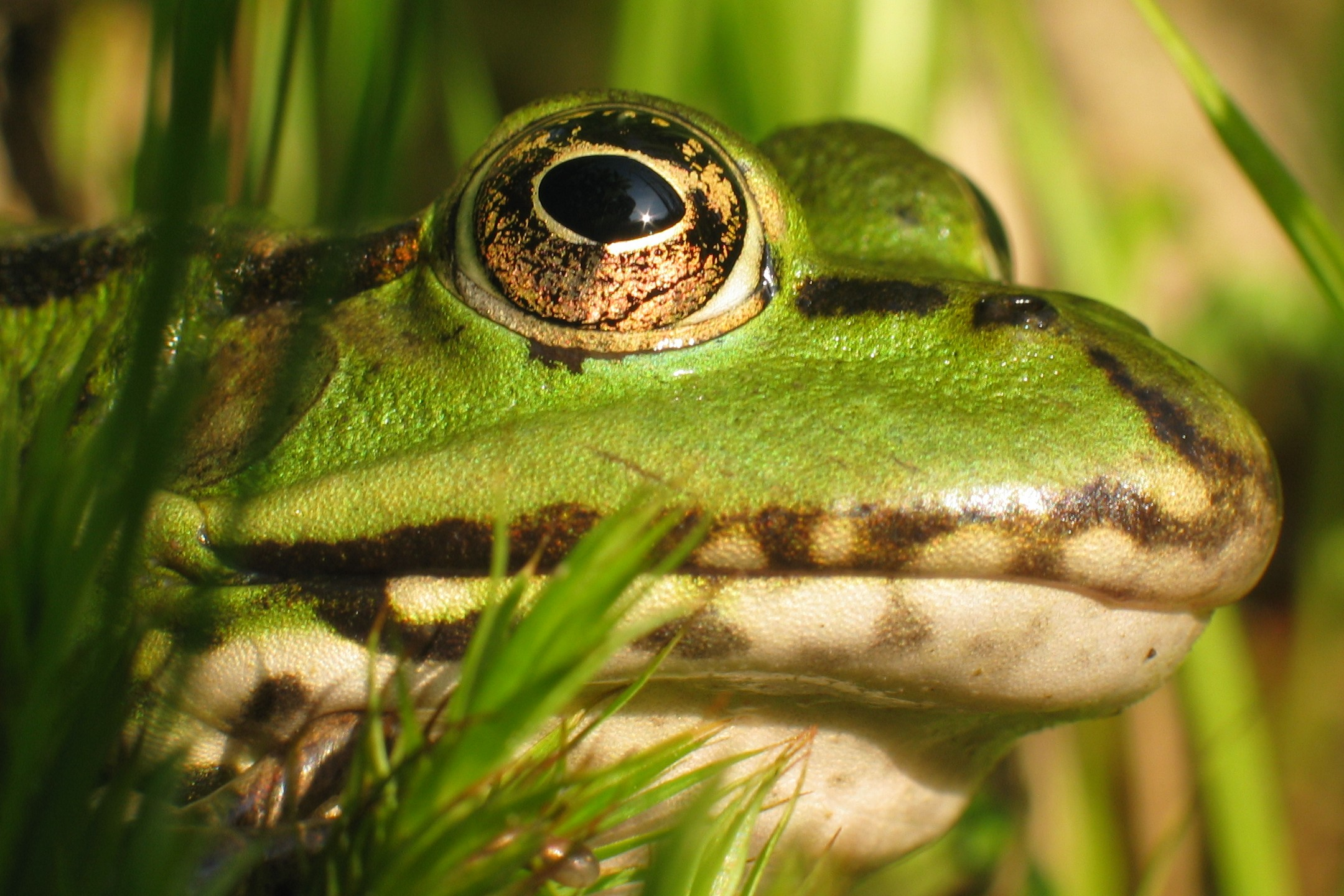
Kopf eines Teichfrosches im Profil

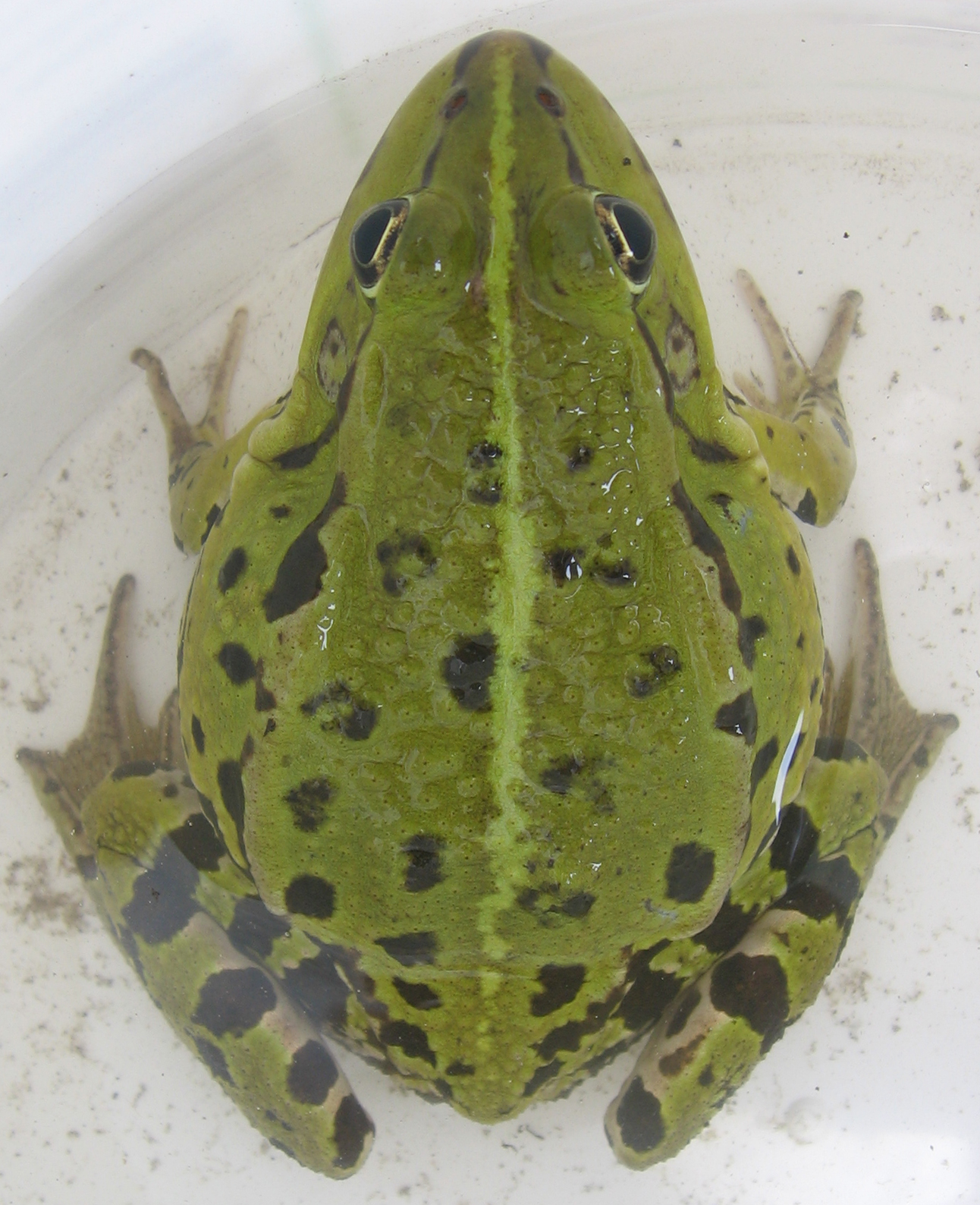
Wasserfrösche haben eine relativ lange, spitz zulaufende Schnauze und eng beieinanderstehende bzw. leicht nach oben gerichtete Augen

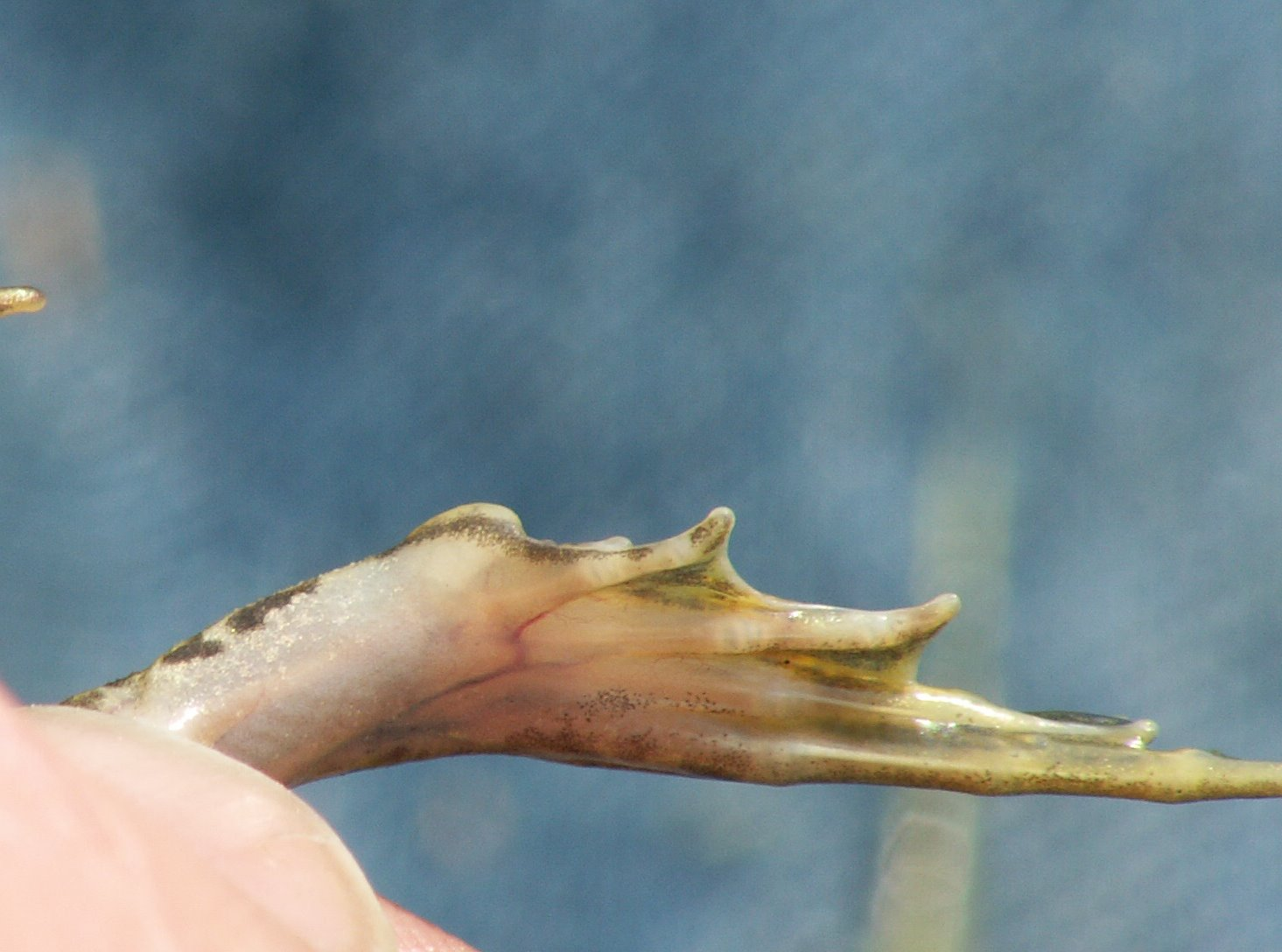
Der Fersenhöcker (auch: „Metatarsaltuberkel“ oder „Callus internus“) an der Basis der ersten Zehe kann zur genaueren Artbestimmung der Wasserfrösche dienen; hier der Fuß eines Teichfrosches

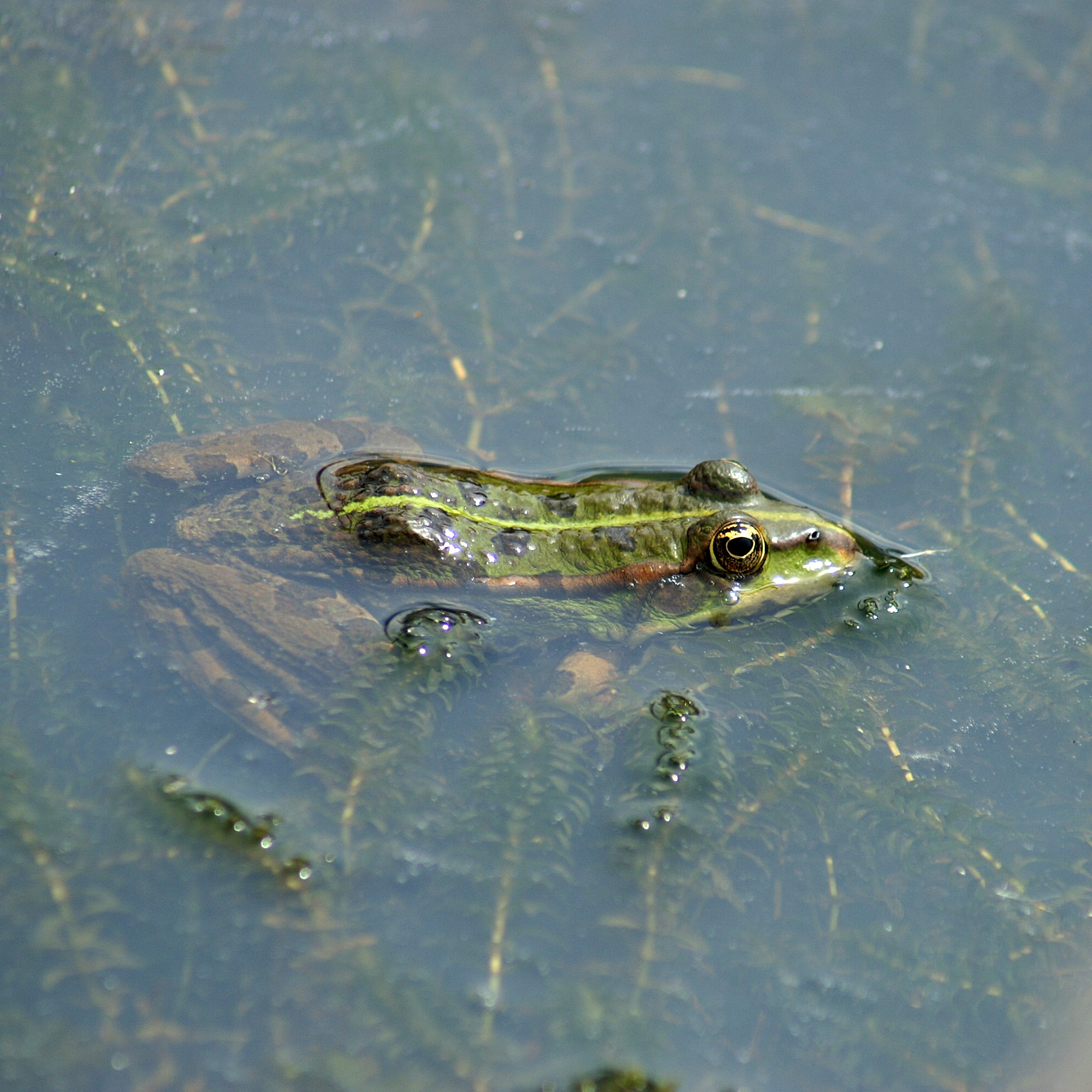
Ein Seefrosch, Pelophylax ridibundus, in seinem Element; zwischen Kanadischer Wasserpest

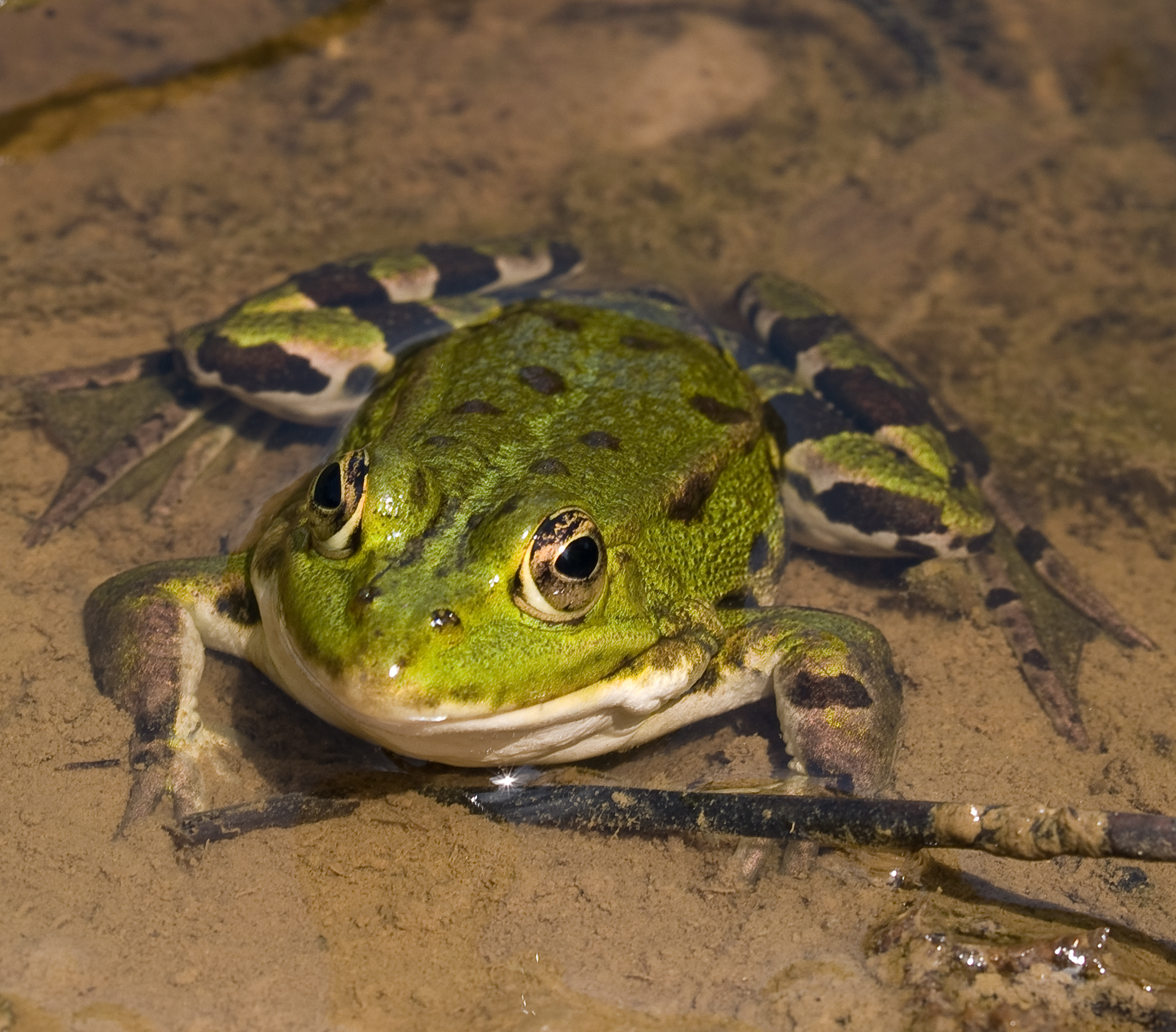
Wasserfrosch aus Nordfrankreich

Erwachsene Wasserfrösche erreichen je nach Art, Geschlecht und Alter eine Kopf-Rumpf-Länge zwischen 4,5 und 14 (in sehr seltenen Fällen: 18) Zentimetern, wobei die Weibchen oft etwas größer werden als die Männchen. Es kann eine auch innerartlich sehr starke Variabilität der Färbung und Zeichnung vorhanden sein. Häufig dominiert eine grüne Grundfärbung der Oberseite und der Extremitäten, jedoch sind unter anderem auch Braun- und Grautöne möglich. Der Rücken ist oft unregelmäßig mit dunklen Punkten oder Flecken versehen; bei vielen Individuen mehrerer Arten ist außerdem eine helle Linie von der Schnauze bis zur Kloake ausgeprägt. Entlang des seitlichen Rückens verläuft beiderseits je eine erhabene Rückendrüsenleiste. Die Schnauze ist in der Regel recht lang und zugespitzt. Die Augen stehen etwas enger zusammen als bei den Braunfröschen und sind mehr nach oben gerichtet als bei diesen. Die im ruhenden Zustand an den Rumpf angelegten, „eingeklappten“ Hinterbeine sind sehr muskulös und ermöglichen den Tieren weite Sprünge oder auch kräftige Schwimm- und Tauchbewegungen, unterstützt durch gut ausgebildete Schwimmhäute zwischen den Zehen. Charakteristisch bei den Männchen sind paarige seitliche Schallblasen unter den Mundwinkeln, die sie zum Erzeugen verschiedener Rufe hervorstülpen und als Resonanzverstärker einsetzen.
Für die äußere Unterscheidung der einzelnen Arten sind auch bestimmte Körperproportionen und biometrische Indizes von Bedeutung, etwa das rechnerische Verhältnis der Kopf-Rumpf- zur Unterschenkellänge, das Verhältnis der Unterschenkellänge zur Breite des Fersenhöckers auf der Fußsohle sowie die Form und Größe des Fersenhöckers in Relation zur Länge der ersten (inneren) Zehe des Hinterfußes. Trotzdem ist wegen komplizierter genetischer Sachverhalte innerhalb des Wasserfroschkomplexes (stark verkürzt und vereinfacht: siehe unten) nicht in allen Fällen eine phänotypisch sichere Artbestimmung möglich, zumal häufig Mischpopulationen auftreten.

## Hybridisierung
Mitte der 1960er-Jahre entdeckte zuerst der polnische Herpetologe Leszek Berger, dass der bis dahin als normale Art behandelte Teichfrosch eigentlich eine aus natürlichen Kreuzungen zwischen dem Seefrosch und dem Kleinen Wasserfrosch hervorgegangene Bastardform (Hybride) darstellt. Zahlreiche Kreuzungsexperimente sowie biochemische Untersuchungen bestätigten diese Hypothese. Später wurden weitere Hybridformen unter den europäischen Wasserfröschen identifiziert. Experimentell konnte sogar gezeigt werden, dass sämtliche Wasserfroscharten miteinander kreuzbar sind und fertile Nachkommen hervorbringen können. Dies wird auf die Tatsache zurückgeführt, dass es sich durchweg um evolutionär betrachtet relativ junge Arten handelt, die noch über keine ausreichenden reproduktiven Isolationsmechanismen verfügen. Damit erfüllen die Vertreter der Wasserfrösche nicht alle Kriterien einer biologischen Art.
Besonders aus dem Rahmen fallen aber die drei bisher bekannten hybridogenetischen Hybriden, die sich auch dauerhaft ohne die Anwesenheit beider Elternarten fortpflanzen können. Dies gelingt ihnen, weil während der Keimzellenbildung ein vollständiger elterlicher Chromosomensatz eliminiert und nur der andere (hemi-)klonal an die nächste Generation vererbt wird. Dadurch enthalten die Keimzellen dieser Tiere lediglich die Erbinformationen einer Elternart (beispielsweise die des Seefrosches; P. ridibundus), aus Paarungen  mit einem Vertreter der anderen Elternart (hier: Kleiner Wasserfrosch; P. lessonae) gehen folglich wiederum hybride Formen (hier: Teichfrösche) hervor.
Darüber hinaus gibt es triploide Teichfrösche, die den vollständigen Chromosomensatz einer Elternart aufweisen und diese dadurch quasi ersetzen können. Paart sich beispielsweise ein triploider Teichfrosch, der über ein lessonae-dominantes Genom verfügt, mit einem „normalen“, diploiden Teichfrosch (der nur Seefrosch-Erbinformationen weitergibt), entstehen wiederum Teichfrösche. Dieser Vererbungsmodus, der gelegentlich auch als „genetischer Parasitismus“ umschrieben wird, ermöglicht es, dass speziell in Mittel- und Osteuropa Wasserfroschpopulationen existieren, die fast nur oder sogar ausschließlich aus Teichfroschhybriden bestehen und entgegen den Mendelschen Regeln über die F1-Generation hinaus dauerhaft überlebensfähige Nachkommen zeugen. Die Hybriden sind oft sogar ökologisch wesentlich potenter und anpassungsfähiger und dadurch entsprechend abundanter verbreitet als die Elternarten. In Mitteleuropa beispielsweise trifft dies auf den Teichfrosch zu, der viel häufiger als der Kleine Wasserfrosch und als der Seefrosch anzutreffen ist. Entweder kommt er in Reinpopulationen ohne Anwesenheit der Elternarten vor (s. o.) oder ist mit einer der beiden (aber nur selten syntop mit beiden gleichzeitig) vergesellschaftet. Umgekehrt sind in Beständen des Seefrosches sowie in solchen des Kleinen Wasserfrosches sehr oft auch Teichfrösche vorhanden.

## Verbreitung, Arten und hybridogenetische Hybriden
Wasserfrösche des Taxons Pelophylax sind in Europa (unter weitgehender Aussparung der Britischen Inseln und Skandinaviens, aber einschließlich diverser Mittelmeerinseln), in Nordafrika (zusätzlich auf einigen Kanarischen Inseln ausgesetzt), Vorder- und Mittelasien sowie im fernen Osten Asiens bis nach Japan verbreitet. Isolierte Populationen finden sich sogar in Wüstenoasen Saudi-Arabiens und Bahrains; der Schwerpunkt der Verbreitung liegt aber in gemäßigten Zonen Eurasiens.
Die Systematik und Taxonomie der Wasserfrösche befindet sich fortlaufend im Umbruch. Viele Fragen sind noch nicht geklärt und der Status mancher Formen ist umstritten. Dies gilt insbesondere für die Artengruppe um den Seefrosch (Pelophylax ridibundus sensu lato; dazu zählen P. bedriagae, P. cretensis, P. epeiroticus, P. kurtmuelleri, P. ridibundus und P. terentievi). Von den derzeit beschriebenen etwa 25 Arten und hybridogenetischen Hybriden sind die nachfolgend aufgelisteten in Europa verbreitet. (Hinweis: Die Verwendung der Gattungsbezeichnung Rana anstelle von Pelophylax ist auch weiterhin gebräuchlich; in diesem Fall ist ggf. die männliche Endung -us des Artnamens durch ein weibliches -a zu ersetzen. Fettformatierung: Vorkommen auch in Deutschland/Österreich/Schweiz.)

- Pelophylax bedriagae (Camerano, 1882) – Türkischer Wasserfrosch
- Pelophylax bergeri (Günther in Engelmann, Fritzsche, Günther & Obst, 1986) – Italienischer Wasserfrosch (systematischer Status umstritten)
- Pelophylax cerigensis (Beerli, Hotz, Tunner, Heppich & Uzzell, 1994) – Karpathos-Wasserfrosch (möglicherweise doch keine eigenständige Art?)
- Pelophylax cretensis (Beerli, Hotz, Tunner, Heppich & Uzzell, 1994) – Kreta-Wasserfrosch
- Pelophylax epeiroticus (Schneider, Sofianidou & Kyriakopoulou-Sklavounou, 1984) – Epirus-Wasserfrosch
- Pelophylax „esculentus“ – Teichfrosch
- Pelophylax „grafi“ – Grafs Hybridfrosch
- Pelophylax „hispanicus“ – Italienischer Hybridfrosch
- Pelophylax kurtmuelleri (Gayda, 1940) – Balkan-Wasserfrosch
- Pelophylax lessonae (Camerano, 1882) – Kleiner Wasserfrosch
- Pelophylax perezi (López-Seoane, 1885) – Iberischer Wasserfrosch
- Pelophylax ridibundus (Pallas, 1771) – Seefrosch („beinhaltet“ möglicherweise eine weitere Art: Pelophylax fortis)
- Pelophylax shqipericus (Hotz, Uzzell, Günther, Tunner & Heppich, 1987) – Skutari-Wasserfrosch

Die Hybridformen Pelophylax „esculentus“ (hervorgegangen aus P. lessonae und P. ridibundus), P. „grafi“ (Elternarten: P. perezi und P. ridibundus) sowie P. „hispanicus“ (Elternarten: P. bergeri und P. ridibundus) sind keine biologischen Arten und auch keine Taxa im klassischen Sinne. Dies kann durch die Schreibweise des Artepithetons in Anführungszeichen oder auch durch ein „kl.“ (für „Klepton“; vergleiche: Teichfrosch) zwischen dem Gattungs- und dem Artnamensteil zum Ausdruck gebracht werden – allerdings haben insbesondere angelsächsische Autoren diese formalen Vorschläge bisher oft nicht übernommen. In manchen systematischen Übersichten werden die Hybriden überhaupt nicht separat aufgeführt, sondern taxonomisch nur als Synonyme der jeweiligen Elternarten aufgefasst.

Für Vorder-, Zentral- und Ostasien sowie Nordafrika werden mindestens folgende weiteren Arten unterschieden:

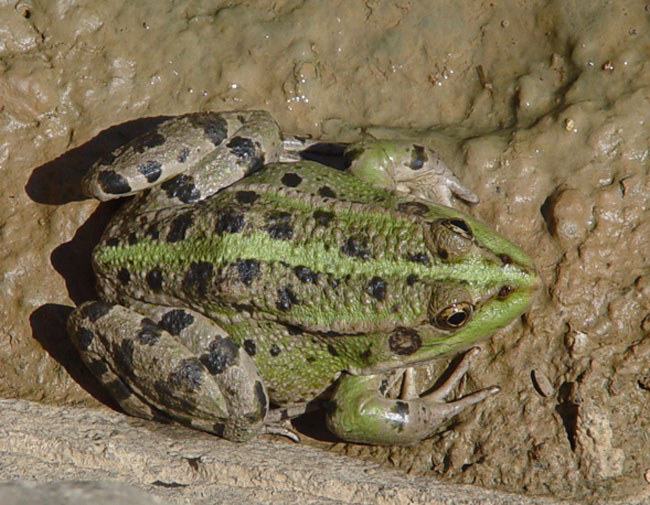
Seefrosch aus dem Iran

- Pelophylax caralitanus (Arikan, 1988) – Arikans Wasserfrosch
- Pelophylax chosenicus (Okada, 1931)
- Pelophylax demarchii (Scortecci, 1929)
- Pelophylax fukienensis (Pope, 1929)
- Pelophylax hubeiensis (Fei & Ye, 1982)
- Pelophylax lateralis (Boulenger, 1887)
- Pelophylax nigromaculatus (Hallowell, 1861)
- Pelophylax plancyi (Lataste, 1880)
- Pelophylax porosus (Cope, 1868)
- Pelophylax saharicus (Boulenger in Hartert, 1913) – Sahara-Wasserfrosch
- Pelophylax tenggerensis (Zhao, Macey & Papenfuss, 1988)
- Pelophylax terentievi (Mezhzherin, 1992) – Terentjews Wasserfrosch

Einzelne zwischenzeitlich ebenfalls als Pelophylax benannte Arten werden nun anderen Gattungen wie Babina, Odorrana oder auch Rana (R. shuchinae) zugeordnet.

### Arten und Unterarten
2024 wurde die Gattung nach phylogenetischen und biogeographischen Studien auf 13 Arten reduziert:
- Pelophylax cretensis (Beerli, Hotz, Tunner, Heppich & Uzzell, 1994) Kreta-Wasserfrosch
- Pelophylax demarchii (Scortecci, 1929)
- Pelophylax epeiroticus (Schneider, Sofianidou & Kyriakopoulou-Sklavounou, 1984) Epirus-Wasserfrosch
- Pelophylax fukienensis (Pope, 1929)
- Pelophylax lessonae (Camerano, 1882)
  - Pelophylax lessonae lessonae (Camerano, 1882) – Kleiner Wasserfrosch
  - Pelophylax lessonae bergeri (Günther, 1986) – Italienischer Wasserfrosch
- Pelophylax mongolius (Schmidt, 1925)
- Pelophylax nigromaculatus (Hallowell, 1861)
- Pelophylax perezi (López-Seoane, 1885)
- Pelophylax plancyi (Lataste, 1880)
- Pelophylax porosus (Cope, 1868)
- Pelophylax ridibundus (Pallas, 1771) Seefrosch
- Pelophylax saharicus (Boulenger, 1913)
- Pelophylax shqipericus (Hotz, Uzzell, Günther, Tunner & Heppich, 1987) – Skutari-Wasserfrosch

## Lebensweise

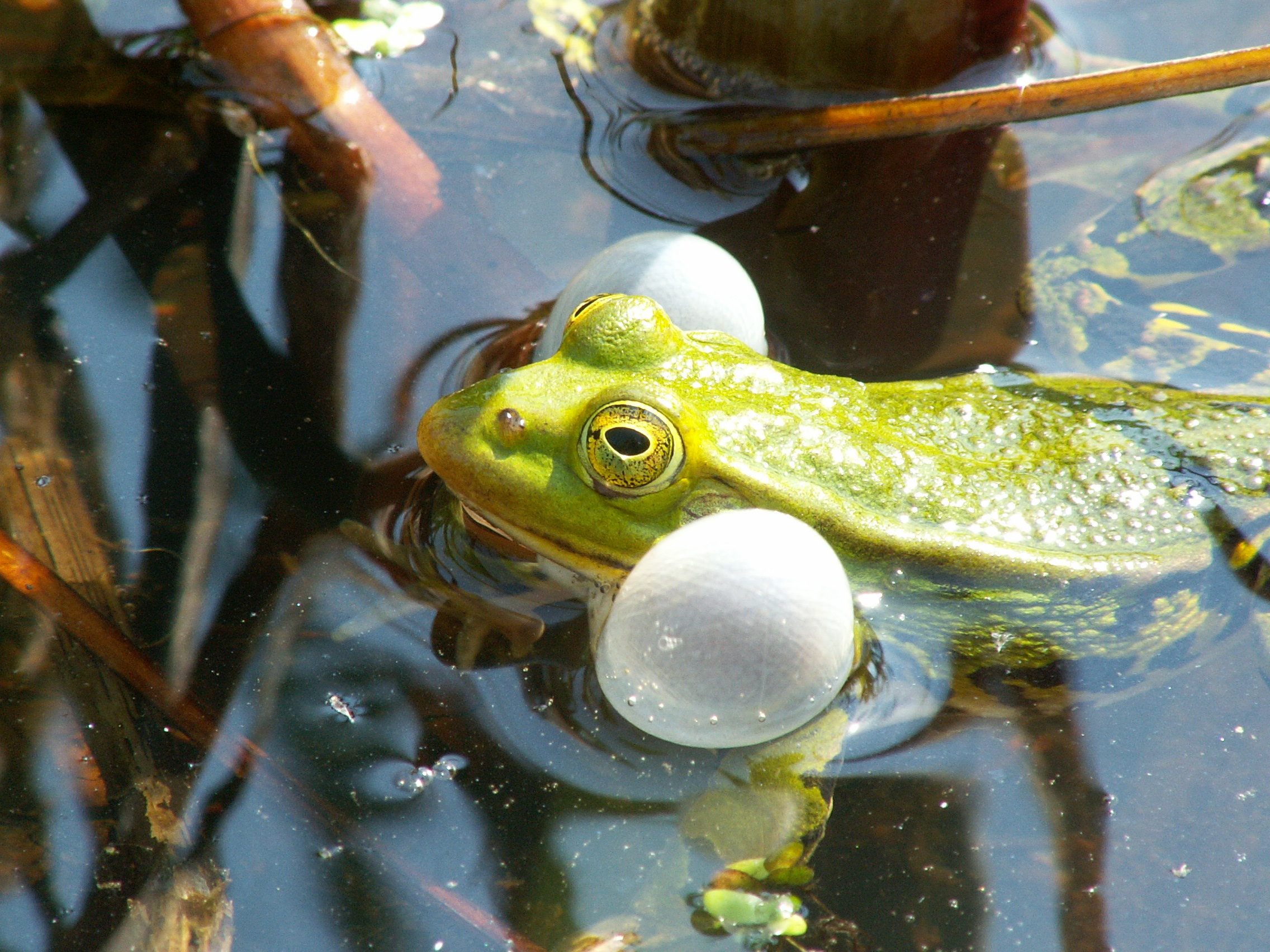
Quakendes Männchen des Kleinen Wasserfrosches, Pelophylax lessonae. Bei dieser Art sehen die paarigen Schallblasen reinweiß aus

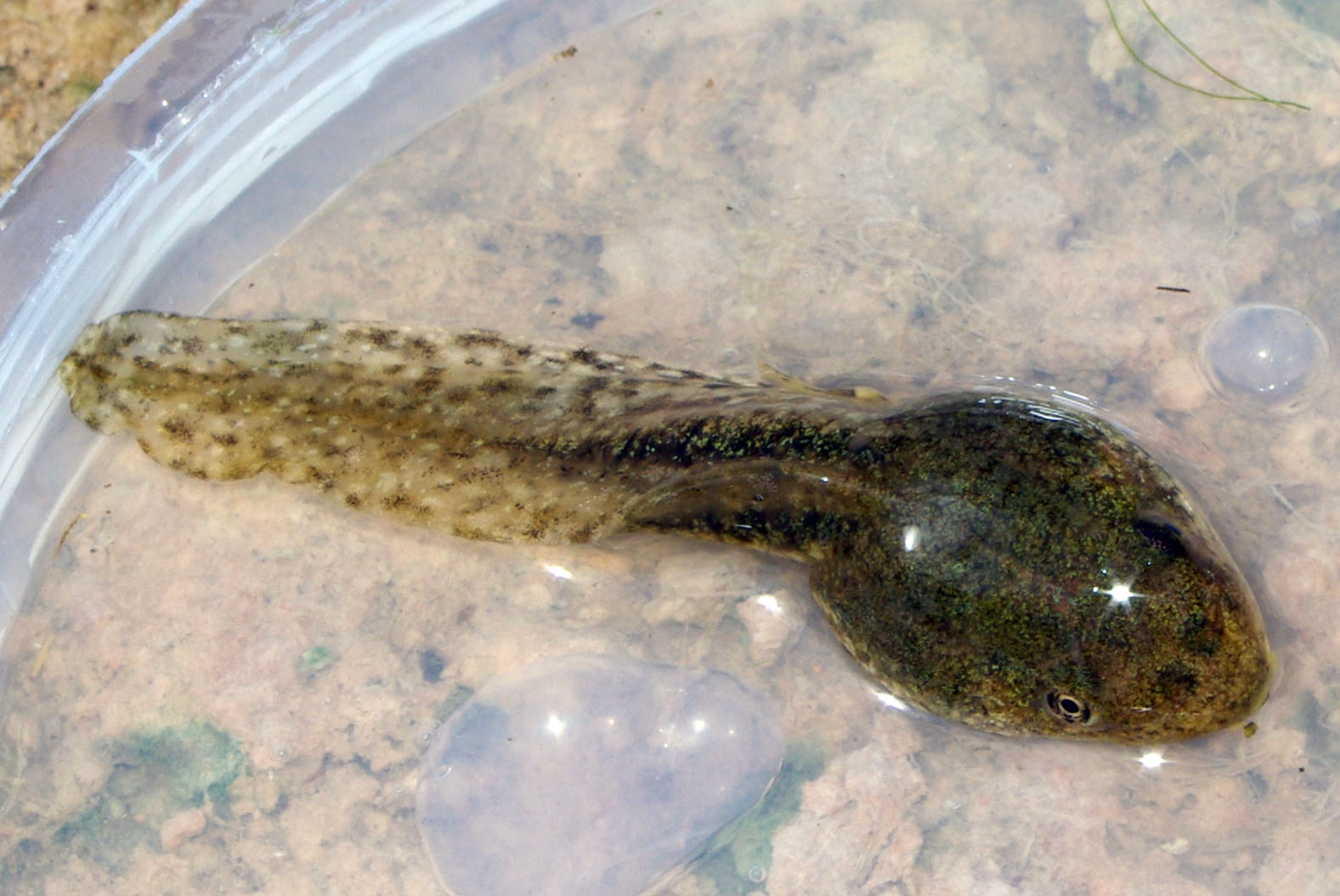
Kaulquappen der Wasserfrösche (hier des Iberischen Wasserfrosches, Pelophylax perezi) können relativ groß werden

Die Mehrzahl der Wasserfrösche hält sich mehr oder weniger dauerhaft im direkten Umfeld offener Gewässer auf. Einzelne Arten wie der Kleine Wasserfrosch oder ganz allgemein die Jungtiere legen allerdings auch längere Phasen terrestrischer Lebensweise weit abseits von Tümpeln und Weihern ein. Bevorzugte Aufenthaltsplätze der meisten Wasserfrösche sind Sitzwarten an sonnenexponierten, nicht zu stark bewachsenen Uferkanten oder auf Schwimmblattvegetation. Dort sonnen sich die Tiere – gerne auch gesellig – und lauern unter anderem auf Insekten wie etwa Libellen, die sie durch Anspringen und mit Hilfe ihrer dabei vorschnellenden Zunge erbeuten. Es werden aber auch kleinere Amphibien – inklusive der eigenen Art – gefressen. Wasserfrösche selbst gehören zum Nahrungsspektrum zahlreicher Wasservögel, Säugetiere oder auch Schlangen wie der Ringelnatter. Bei Störungen und Gefahr springen die Frösche mit einem weiten Satz ins Wasser und tauchen in den Schlamm oder zwischen krautige Wasserpflanzen ab. Im Winter wird je nach Region eine Kältestarre eingelegt, die entweder in Erdlöchern und anderen frostsicheren Schlupfwinkeln an Land oder – insbesondere bei Seefröschen – auch im Sediment des Gewässergrundes stattfindet. Bei aquatischer Überwinterung erfolgt der Gasaustausch des stark heruntergefahrenen Stoffwechsels über Hautatmung.
Zur Fortpflanzungszeit bilden Wasserfroschmännchen verschiedener Arten lautstarke Rufchöre, die tagsüber, aber auch nachts weit zu hören sind. Dabei sind unter anderem Revierrufe zur Territorialabgrenzung gegenüber Rivalen und Paarungsrufe zur Anlockung von Weibchen zu unterscheiden. In Mitteleuropa gehören die Wasserfroscharten zu den am spätesten balz- und laichaktiven Amphibien – der Schwerpunkt liegt im Mai und Juni. Der Amplexus von Männchen und Weibchen erfolgt wie bei allen höheren Froschlurchen axillar. Die hellbräunlich gefärbten Eier werden in mehreren gallertigen Ballen pro Weibchen unter Wasser an Pflanzen geheftet. Dieser Laich ist viel weniger auffällig als etwa die großen, auf dem Wasser treibenden „Fladen“ des im zeitigen Frühjahr laichenden Grasfrosches. Die Kaulquappen können im Laufe des Sommers eine beachtliche Größe erreichen, bevor sie eine sogenannte „Schrumpfungsmetamorphose“ zum umgewandelten Jungfrosch vollziehen. Mitunter sind regelrechte Riesenlarven von mehr als zehn (im Extremfall über 18) Zentimetern Gesamtlänge zu beobachten. Dabei handelt es sich meist um hormonell gestörte Exemplare mit einer verzögerten Metamorphose, die gelegentlich sogar im Larvenstadium überwintern.

## Wasserfrösche und der Mensch
Auch in Mitteleuropa standen Wasserfrösche lange auf dem Speisezettel des Menschen, was sich nicht zuletzt in dem durch Carl von Linné 1758 geprägten wissenschaftlichen Namen des Teichfrosches widerspiegelt: Rana esculenta bedeutet „essbarer Frosch“. Und noch heute werden speziell in frankophonen Regionen wie der Schweiz, Belgien und Frankreich, aber auch Italien große Mengen von „Froschschenkeln“ verzehrt. Dabei kommen neben anderen – insbesondere asiatischen – Arten nach wie vor Wasserfrösche zum Einsatz. Diese Tiere werden mehrheitlich vom Balkan und aus Anatolien importiert. Allein die Türkei führte im Jahr 2009 etwa 13,4 Millionen Wasserfrösche nach Westeuropa aus. Ungezählte Wasserfrösche dienten in Universitäten, Schulen und Laboren als Versuchstiere und anatomische Anschauungsobjekte. Inzwischen genießen zumindest die mitteleuropäischen Formen einen gewissen gesetzlichen Schutz, etwa durch die deutsche Bundesartenschutzverordnung und das Bundesnaturschutzgesetz. Danach handelt es sich um „besonders geschützte“ Arten, die nicht einfach gefangen, verletzt oder getötet werden dürfen. Der Kleine Wasserfrosch ist sogar EU-weit „streng geschützt“ und hat zudem Eingang in Rote Listen gefährdeter Arten gefunden. Dies ist vor allem eine Folge seiner enger definierten Lebensraumansprüche, die durch Landschaftsveränderungen des Menschen negativ beeinflusst werden. Die Hybride Teichfrosch ist dagegen an vielen Still- und Fließgewässern eine häufige Erscheinung, selbst kleinere künstliche Gartenteiche werden von ihr besiedelt.
Problematisch ist die anthropogene Aussetzung gebietsfremder Wasserfrösche in der freien Landschaft. Einheimische Amphibienarten können durch Konkurrenz und Prädationsdruck verdrängt werden; zudem wird in das lokal gewachsene genetische Gefüge der natürlicherweise vorhandenen Wasserfroschpopulationen eingegriffen. Hinzu kommt, dass sich durch solche Aussetzungsaktionen die Gefahr der Einschleppung und Weiterverbreitung von Krankheiten wie der am weltweiten Amphibiensterben beteiligten Chytridiomykose erhöht. Neben Natur- und Artenschutzaspekten sowie der wirtschaftlichen Nutzung befinden sich Wasserfrösche heute vor allem im Blickfeld von Evolutionsbiologen und Genetikern.
In Wohngebieten kann es manchmal zu Nachbarschaftskonflikten kommen, wenn sich Anwohner durch nächtliches Gequake von Wasserfröschen in Gartenteichen gestört fühlen. Diese Geräusche sind aber als naturgegeben hinzunehmen, zumal, wenn es sich um von selbst zugewanderte Tiere handelt.